# Joey King
Joey Lynn King (Los Angeles, Califòrnia, 30 de juliol de 1999) és una actriu estatunidenca, coneguda principalment pel seu paper de Ramona a Ramona & Beezus (2010) i d'Elle Evans a The Kissing Booth. Ha participat a Amor, boig i estúpid (2011), El cavaller fosc: la llegenda reneix (2012), Oz the Great and Powerful (2013), L'expedient Warren (2013), White House Down (2013), Independence Day: Ressurgence (2016), Wish Upon (2017) i Slender Man (2018). El seu paper a la sèrie dramàtica The Act (2019) li va valdre nominacions als premis Emmy i Globus d'Or.

## Biografia
Va néixer a Los Angeles (Califòrnia), filla de Terry i Jamie King. Té dues germanes grans, les també actrius Kelli King i Hunter King. King ha dit que és mig jueva i mig cristiana.
Quan tenia quatre anys va començar a treballar en campanyes publicitàries de McDonald's i altres empreses. King va debutar al món del cinema amb la pel·lícula En algun racó de la memòria com a filla del personatge interpretat per Adam Sandler quan tenia set anys. Va fer el doblatge anglès de les pel·lícules animades Horton Hears a Who! (2008) i Ice Age 3: L'origen dels dinosaures (2009). També va aparèixer a les sèries de televisió The Suite Life of Zack & Cody, Entourage, CSI: Crime Scene Investigation i Medium.
A l'audició per a la pel·lícula Ramona and Beezus (2010) va aconseguir-hi el paper principal de Ramona Quimby, una nena amb molta imaginació. L'any següent va aparèixer a Battle: Los Angeles en el paper d'una nena anomenada Kirsten i va coprotagonitzar Amor, boig i estúpid com a la filla petita de Steve Carell i Julianne Moore. També va participar en el videoclip de la cançó «Mean» (2011) de l'artista musical Taylor Swift on hi feia d'estudiant jove marginada al menjador escolar.
Va interpretar la versió jove de Talia al Ghul a la tercera pel·lícula de Batman de Christopher Nolan, El cavaller fosc: la llegenda reneix (2012). Aquell mateix any també va rodar la sèrie de comèdia Bent, va fer aparicions esporàdiques a New Girl i va aparèixer a l'episodi final de The Haunting Hour: The Series. El 2013 va interpretar Christine Perron, una de les cinc filles del matrimoni Perron a pel·lícula de terror L'expedient Warren, amb Mackenzie Foy i Vera Farmiga. Aquell mateix any va aparèixer a White House Down com a Emily Cali, filla del personatge de Channing Tatum, i al costat de James Franco i Mila Kunis a Oz the Great and Powerful. El 2014 va coprotagonitzar Wish I Was Here com Grace Bloom, juntament amb Zach Braff, i va actuar a Fargo com a Greta Grimly, filla de l'oficial de policia Gus (Colin Hanks).
El 2015 va ser una de les protagonistes a Independence Day: Ressurgence, que es va estrenar el juliol de 2016. L'any 2016 va interpretar la filla del personatge de Courtney Love a la pel·lícula coming of age The Possibility of Fireflies i el 2017 va protagonitzar la pel·lícula de terror Wish Upon i també la dramàtica Smartass.
L'any següent va interpretar el paper d'Elle Evans a la sèrie juvenil The Kissing Booth de Netflix amb Jacob Elordi i Joel Courtney. Va reprendre el paper a la seqüela The Kissing Booth 2 (2020) i el tornarà a reprendre a The Kissing Booth 3 (2021).
El 2019 va actuar amb Patricia Arquette a la sèrie de crims The Act, on hi interpreta Gypsy Rose Blanchard. Per aquest paper va ser nominada en la categoria de millor actriu de minisèrie o telefilm dels premis de la Crítica Televisiva, Globus d'Or, premis Satellite i premis del Sindicat d'Actors de Cinema. També va aparèixer a la 4a temporada de la comèdia de la CBS Life in Pieces en el paper de Morgan.

## Filmografia

### Pel·lícules
| Any  | Títol                                | Paper                                     | Notes           |
| ---- | ------------------------------------ | ----------------------------------------- | --------------- |
| 2007 | En algun racó de la memòria          | Gina Fineman                              | Sense acreditar |
| 2008 | Horton Hears a Who!                  | Katie                                     | Veu             |
| 2008 | Quarantine                           | Briana                                    |                 |
| 2009 | Ice Age 3: L'origen dels dinosaures  | Noia Beaver                               | Veu             |
| 2010 | Ramona and Beezus                    | Ramona Quimby                             |                 |
| 2011 | Battle: Los Angeles                  | Kirsten                                   |                 |
| 2011 | Amor, boig i estúpid                 | Molly Weaver                              |                 |
| 2012 | El cavaller fosc: la llegenda reneix | Talia al Ghul (de petita)                 |                 |
| 2013 | L'expedient Warren                   | Christine Perron                          |                 |
| 2013 | Family Weekend                       | Lucinda Smith-Dungy                       |                 |
| 2013 | Oz the Great and Powerful            | Noia de ceràmica/ Noia en cadira de rodes |                 |
| 2013 | White House Down                     | Emily Cale                                |                 |
| 2014 | The Boxcar Children                  | Jessie                                    | Veu             |
| 2014 | The Sound and the Fury               | Srta. Quentin                             |                 |
| 2014 | Wish I Was Here                      | Grace Bloom                               |                 |
| 2015 | Borealis                             | Aurora                                    |                 |
| 2015 | Stonewall                            | Phoebe Winters                            |                 |
| 2016 | Independence Day: Resurgence         | Samantha "Sam" Blackwell                  |                 |
| 2017 | Un cop amb estil                     | Brooklyn Harding                          |                 |
| 2017 | Smartass                             | Freddie                                   |                 |
| 2017 | Wish Upon                            | Clare Shannon                             |                 |
| 2018 | The Kissing Booth                    | Rochelle (Elle) Evans                     |                 |
| 2018 | The Lie                              | Kayla                                     |                 |
| 2018 | Radium Girls                         | Bessie                                    |                 |
| 2018 | Slender Man                          | Wren                                      |                 |
| 2018 | Summer '03                           | Jamie                                     |                 |
| 2019 | Zeroville                            | Zazi                                      |                 |
| 2020 | The Kissing Booth 2                  | Rochelle (Elle) Evans                     |                 |
| 2020 | Welcome to the Blumhouse             | N/D                                       |                 |
| 2021 | The Kissing Booth 3                  | Rochelle (Elle) Evans                     |                 |
| 2022 | Bullet Train                         | El princep                                |                 |

### Sèries
| Any       | Títol                                  | Paper                           | Notes                                                                 |
| --------- | -------------------------------------- | ------------------------------- | --------------------------------------------------------------------- |
| 2006      | Malcolm in the Middle                  | Noia en una festa               | Episodi: "Mono"                                                       |
| 2006      | The Suite Life of Zack & Cody          | Emily Mason                     | 2 episodis                                                            |
| 2006–2007 | Jericho                                | Sally                           | 3 episodis                                                            |
| 2007      | Avenging Angel                         | Amelia                          | Telefilm                                                              |
| 2007      | Backyards & Bullets                    | Junie Garrison                  | Telefilm                                                              |
| 2007      | Entourage                              | Chuck Liddell's daughter        | Episodi: "Gotcha!"                                                    |
| 2007–2008 | CSI: Crime Scene Investigation         | Nena petita / Nora Rowe         | 2 episodis                                                            |
| 2008      | Medium                                 | Kelly Mackenzie (8 anys)        | Episodi "Drowned World"                                               |
| 2008      | Projecte sense títol de Liz Meriwether | Lucy                            | Pilot no emès                                                         |
| 2009      | Anatomy of Hope                        | Lucy Morgan                     | Telefilm                                                              |
| 2010      | Elevator Girl                          | Paige                           | Telefilm                                                              |
| 2010      | Ghost Whisperer                        | Cassidy                         | 2 episodis                                                            |
| 2011      | Bent                                   | Charlie Meyers                  | Paper principal                                                       |
| 2011      | Survivor: South Pacific                | Ella mateixa                    | Episodi: Reunion                                                      |
| 2012      | New Girl                               | Brianna                         | Episodi: "Bully"                                                      |
| 2013–2014 | The Haunting Hour: The Series          | Carla / Missy Jordan            | Episodis: "Seance", "Goodwill Toward Men"                             |
| 2014–2015 | Fargo                                  | Greta Grimly                    | Paper recurrent a la 1a temporada, paper episòdic a la 2a; 9 episodis |
| 2014      | American Dad!                          |                                 | Episodi: "Familyland"                                                 |
| 2014      | Outlaw Prophet: Warren Jeffs           | Elissa Wall                     | Telefilm                                                              |
| 2016      | The Flash                              | Frankie Kane / Magenta          | Episodi: "Magenta"                                                    |
| 2016      | Robot Chicken                          | Polly Pocket / Draculaura (veu) | Episodi: "Yogurt in a Bag"                                            |
| 2016      | Tween Fest                             | Maddisyn Crawford               | Paper principal                                                       |
| 2019      | The Act                                | Gypsy Blanchard                 | Paper principal                                                       |
| 2019      | Life in Pieces                         | Morgan                          | 3 episodis                                                            |
| 2020      | Els Simpsons                           | Addy (veu)                      | Episodi: "The Hateful Eight-Year-Olds"                                |
| 2020      | Home Movie: The Princess Bride         | Net                             | Episodi: "Ultimate Suffering"                                         |

### Videojocs
| Any  | Títol                   | Paper          |
| ---- | ----------------------- | -------------- |
| 2018 | Madden NFL 19: Longshot | Loretta Cruise |

### Vídeos musicals
| Any  | Cançó         | Artista                          |
| ---- | ------------- | -------------------------------- |
| 2010 | "Ramona Blue" | Joey King amb Kelli King         |
| 2011 | "Mean"        | Taylor Swift                     |
| 2018 | "Sue Me"      | Sabrina Carpenter                |
| 2019 | "Tongue Tied" | Marshmello, Yungblud i Blackbear |

## Vida personal
Va tenir una relació amb Jacob Elordi, amb qui va protagonitzar The Kissing Booth (2018) i The Kissing Booth 2 (2020). La relació es va acabar l'any 2018, per la qual cosa van tornar a interpretar la parella enamorada a la 2a entrega de la saga quan ja no eren parella.
El seu pare va ser el doble de Sylvester Stallone a Over the Top.